# 古寺巡礼 (土門拳の写真集)
『古寺巡礼』（こじじゅんれい）は、日本の写真家である土門拳が、1950年代から1970年代にかけて、日本各地の古い寺院や仏像などを撮影した写真をまとめた、全五冊からなる写真集である。1963年から1975年にかけて、美術出版社から限定出版され、後年には英文解説を加えた国際版（英語: A Pilgrimage to Ancient Temples）も出版された。今日『古寺巡礼』は、土門拳の代表作と位置付けられている。

## 概要
土門拳は報道写真家として活動を開始したが、1958年の秋からは本格的に古寺の撮影を開始した。1959年、土門は毎日新聞社の月刊誌『カメラ毎日』に「古寺巡礼」と題した特集記事を1年間連載。土門はこの記事に若干加筆したのち単行本化する予定であったが、結局新たに全ての写真を撮り直し、1963年に『古寺巡礼』第一集が完成した。以後12年にわたって日本各地の古寺の撮影旅行を続け、第二集が1965年、第三集が1968年、第四集が1971年、そして第五集が1975年に出版され、全5冊にて完結した。
法隆寺から始まり、三十三間堂の撮影をもって終了した約15年間の撮影行で訪れた寺院は39か所を数え、写真集に使われた写真は原色版が462枚、単色版が325枚に及んだ。またテキストもすべて土門自身が書き下ろし、文章だけで1冊の本に匹敵するほどの充実した内容となっている。土門は『古寺巡礼』を自らのライフワークと位置付け、膨大な労力と出費を厭わず、1968年に2度目の脳溢血発症で車椅子生活となった後も、弟子たちの助力を得つつ精魂を傾けてこの撮影行を続けた。
土門は写真集の造本にもこだわり、題字の揮毫を5人の著名人に依頼したほか、レイアウトも自らが指示し、グラビアやテキスト用紙も吟味を重ね、印刷には8色の原色版印刷を採用した。カバー用紙には拓本を印刷し、保存性を高めるために、天金を施した本を焼印で題字が捺された桐箱に収め、さらにそれをカバーするために段ボール製の外箱を付けた。本の細部にまで土門のこだわりが徹底された結果、本は約43センチ×30センチの大判で豪華なものとなり、第一集の価格が2万3千円と、大卒者の初任給が4万円程度であった当時、大変高価なものとなった。『古寺巡礼』全5集はそれぞれ2千部限定で出版されたが、刊行は予定日よりも大幅に遅れるのが常であり、土門は本のまえがきにお詫びの文章を載せることもあった。1978年からは国際版として巻頭に英文解説を加えて出版されたが、原色版印刷の職人が絶えたのを理由に、1995年版を最後に絶版となった。現在では文庫や単行本などの編集版が出版されている。

## 本の内容
巻ごとに表装、撮影された地所、解説文タイトル、収録写真数、撮影助手名、出版記録の順に記載。

### 第一集
- 表装
  - 題字：古寺巡礼　（揮毫：梅原龍三郎）
  - カバー：薬師寺金堂薬師如来坐像台座西面白虎拓本
  - 扉口絵：法隆寺金堂四天王像腕釧残欠
- 撮影された地所
  - 法隆寺　中宮寺　法起寺　石塔寺　世尊寺　深大寺　薬師寺　山城国分寺址　頭塔
- 解説文タイトル
  - 五重塔の邪鬼
  - 聖徳太子は生きている
  - 薬師寺東塔察銘について
  - 乙丑四月八日
- 収録写真数
  - 原色版88図、単色版66図
- 撮影助手
  - 牛尾喜道　野村正博　土門真魚　中村春雄　中島敬雄　山西達也　西川孟宏　藤森武
- 出版記録
  - 1963年7月30日出版。定価23000円

### 第二集
- 表装
  - 題字：古寺巡禮　（揮毫：福田平八郎）
  - カバー：神護寺梵鐘池の間第一区銘文拓本
  - 扉口絵：神護寺紺紙金字一切経経帙組紐蝶金具
- 撮影された地所
  - 石舞台古墳　亀石　橘寺塔址　酒槽石　飛鳥寺　国益石堂　東大寺　塔の森六角層塔　聖林寺　唐招提寺　二上山　鹿谷寺　岩屋寺址　神護寺　渡岸寺
- 解説文タイトル
  - 飛鳥の里
  - 国益石堂
  - 東大寺転害門
  - 塔の森六角層塔
  - 聖林寺
  - 唐招提寺
  - 鹿谷寺
  - 神護寺
  - 渡岸寺
  - 高麗尺とモデュルス
  - 和辻哲郎の嘘
  - 塔の森の狐
  - 唐招提寺の火叩き
- 収録写真数
  - 原色版88図、単色版72図
- 撮影助手
  - 藤森武　堤勝雄　山西達也　中島敬雄　西川孟宏　牛尾喜道　田賀久治
- 出版記録
  - 1965年8月20日出版。定価26000円

### 第三集
- 表装
  - 題字：古寺巡礼　（揮毫：安田靫彦）
  - カバー：平等院鐘楼梵鐘池の間飛天図浮彫拓本
  - 扉口絵：浄瑠璃寺金堂四天王立像の内持国天鎧垂飾鈴
- 撮影された地所
  - 室生寺　平等院鳳凰堂　浄瑠璃寺　三仏寺
- 解説文タイトル
  - 室生寺
  - 平等院
  - 浄瑠璃寺
  - 三仏寺
  - 室生寺ひとむかし
  - 投入堂登攀記
- 収録写真数
  - 原色版87図、単色版66図
- 撮影助手
  - 藤森武　堤勝雄　道岸勝一　牛尾喜道　西川孟宏　中島敬雄　山西達也　田賀久治
- 出版記録
  - 1968年3月30日出版。定価29000円

### 第四集
- 表装
  - 題字：古寺巡礼　（揮毫：川端康成）
  - カバー：高山寺石水院廂の間広縁屋久杉拓本
  - 扉口絵：中尊寺金色堂副葬品銀製鍍金目貫座金
- 撮影された地所
  - 中尊寺　毛越寺　臼杵石仏群　嵯峨野石仏群　春日山石仏群　高山寺
- 解説文タイトル
  - 中尊寺－形あるものは亡びる
  - 石仏たち
  - 高山寺　小川義章氏のこと
  - 相原学校生徒として
  - ぼくの好きなもの
- 収録写真数
  - 原色版95図、単色版68図
- 撮影助手
  - 道岸勝一　堤勝雄　藤森武　牛尾喜道　藤田卓士　西川孟宏　中島敬雄　山西達也　土門真魚
- 出版記録
  - 1971年9月30日出版。定価32000円

### 第五集
- 表装
  - 題字：古寺巡禮　（揮毫：井伏鱒二）
  - カバー：永保寺開山堂桟唐戸花狭開拓本
  - 扉口絵：永保寺厨子宝相華文華鬘
- 撮影された地所
  - 圓成寺　般若寺　三十三間堂　瑞泉寺　永保寺　西芳寺　大徳寺　妙喜庵　龍安寺　瑞巌寺
- 解説文タイトル
  - 西芳寺と夢窓疎石
  - 車椅子からの視点
  - 古寺巡礼　忘れえぬことども
- 収録写真数
  - 原色版104図、単色版53図
- 撮影助手
  - 藤田卓士　道岸勝一　堤勝雄　藤森武　牛尾喜道　西川孟宏　中島敬雄　山西達也　池田真魚　北沢勉
- 出版記録
  - 1975年9月30日出版。定価45000円

### 再編版
- 『土門拳 古寺巡禮』 美術出版社、1996年 ISBN 9784568120561
- 『古寺巡礼 愛蔵版』 小学館、1998年 ISBN 9784096811511
- 『古寺を訪ねて 斑鳩から奈良へ』 小学館文庫、2001年 ISBN 9784094114218
- 『古寺を訪ねて 奈良西ノ京から室生へ』 小学館文庫、2001年 ISBN 9784094114225
- 『古寺を訪ねて 京・洛北から宇治へ』 小学館文庫、2001年 ISBN 9784094114232
- 『古寺を訪ねて 東へ西へ』 小学館文庫、2002年 ISBN 9784094114249
- 『土門拳の古寺巡礼』 池田真魚監修、クレヴィス、2011年 ISBN 9784904845134

## 受賞歴
- 第19回 菊池寛賞（1971年）

## 撮影・出版に関する逸話
- 第一集の題字の「礼」の偏が、示偏ではなく衣偏で書かれていたため、内容見本を見た一部の読者から誤りを指摘する投書があったが、土門は揮毫した梅原龍三郎の意向を尊重して訂正は行わず、そのまま出版した。第二集および第五集の題字の「礼」は旧字体「禮」で書かれた。
- 各巻には愛読者カードが付けられたが、第二集ではカードを返送した読者に、記念品として同書の扉口絵にも使われた、神護寺経帙金具を彫刻家の舟越保武が模して制作した文鎮が頒布された。
- 土門は、一部の読者が写真集のタイトルを「ふるでら じゅんれい」と読んでいることを知り、第三集のまえがきで「こじ じゅんれい」と読むよう理解を求めている。
- 土門は非演出での撮影を主張していたが、第四集に収録された嵯峨野石仏である阿弥陀如来の写真では、娘の真魚が供えた花をそのままにして撮影している。
- 土門は本の見本が出来あがった時、表紙を掴み振り回して放り投げ、製本の出来具合を確めたという。
- 土門は巻末に、製作に関わった全てのスタッフの名前を記載し、その労をねぎらった。